# Controvérsias envolvendo a JBS
As controvérsias envolvendo a JBS S.A. abrangem uma série de temas, que vão desde processos trabalhistas até acusações de crimes ambientais, mas foram as delações da JBS na Operação Lava Jato que criaram a maior crise da história da empresa.

## Processos trabalhistas
Em junho de 2014, a JBS foi condenada em segunda instância pelo Tribunal Regional do Trabalho da 23.ª Região, no Mato Grosso, em dois processos diferentes abertos pelo Ministério Público do Trabalho (MPT) com base em infrações sistemáticas de leis trabalhistas. Uma das sentenças é referente a contaminação da carne servida aos empregados, com larvas. O outro, pelo descuido com a saúde de seus trabalhadores, por não tomar medidas básicas de monitoramento e segurança em relação ao reservatório para refrigeração por gás amônia, neste caso, o juiz Juliano Girardello destaca que “fiscais detectaram forte cheiro deste produto químico na sala de máquinas”.
Em novembro de 2014, o cantor Roberto Carlos que era garoto propaganda de um das marcas do grupo, a Friboi, processou a empresa devido a um rompimento de contrato, a JBS rescindiu o contrato com o cantor devido ao baixo rendimento comercial, já que a companhia esperava um retorno comercial bem maior devido a imagem de Carlos, porém a estratégia não deu certo. O cantor pede na Justiça uma indenização de 7,2 milhões de reais, porém a JBS alega que só é obrigada a pagar 3,2 milhões de reais, o contrato de publicidade firmado entre a JBS com Carlos foi iniciado em fevereiro de 2014 e tem um valor total de cerca de 45 milhões de reais, o caso ainda precisa ser julgado na 38.ª Vara Cível de São Paulo.

## Denúncias de corrupção

### Auxílio financeiro dos Estados Unidos
Em 2019, o jornal The New York Daily News revelou que o governo Donald Trump destinou US$ 62,4 milhões para a subsidiária JBS USA, dinheiro que veio de um fundo para ajudar agricultores americanos afetados pela guerra comercial com a China. O Departamento de Agricultura anunciou um contrato no mesmo ano onde compraria US$ 22,3 milhões em carne de porco da empresa. O governo havia sido avisado de possíveis problemas com a empresa com um ano de antecedência. O Secretário de Agricultura Sonny Perdue e o então Procurador-Geral Jeff Sessions pediram para o Departamento de Justiça investigar um possível caso de corrupção em solo americano. Também há indícios que a JBS se beneficiou das tensões comerciais pelo aumento de vendas na China. A JBS se manifestou dizendo que apesar de ser uma empresa estrangeira, apoia os agricultores americanos ao criar oportunidades de trabalho. A Representante de Connecticut Rosa DeLauro afirma que o presidente Donald Trump desconhece da situação.

### Operação Carne Fraca
Em 17 de março de 2017, alguns frigoríficos da empresa JBS foram alvos de investigação durante a Operação Carne Fraca, realizadas pela Polícia Federal (PF). Na ocasião a PF prendeu 36 pessoas suspeitas de envolvimento em um esquema de fraude na produção e comercialização de carne e que envolveram a corrupção de fiscais do Ministério da Agricultura e produtores, a investigação encontrou indícios de adulteração de produtos e venda de carne vencida e estragada. Ao todo foram 21 fábricas investigadas. Por conta da operação, a JBS chegou a perder 15,35% do seu valor de mercado, que na época do ocorrido, era de R$ 32,6 bilhões e encerrou valendo R$ 27,6 bilhões, segundo a empresa de informações financeiras Economatica. Apesar disso, o mercado de carnes brasileiro continuou em alta.

### Operação Bullish
Em 12 de maio de 2017, a Polícia Federal (PF) deflagrou a Operação Bullish, que investigou fraudes em aportes concedidos pelo Banco Nacional de Desenvolvimento Econômico e Social (BNDES), por meio da subsidiária BNESPar, à JBS. Os aportes teriam sido realizados após a contratação de empresa de consultoria ligada ao ex-parlamentar Antonio Palocci. Entre os alvos dos mandados estavam Luciano Coutinho, que presidiu o banco de fomento entre 2007 e 2016, e os irmãos Joesley e Wesley Batista, que ficam à frente das empresas do grupo. Os aportes teriam sido feitos a partir de junho de 2007 e utilizados para aquisição de outras empresas no ramo de frigoríficos, no valor de R$ 8,1 bilhões. A PF encontrou indícios que tais operações foram executadas sem exigência de garantias e com a dispensa indevida de prêmio contratualmente previsto, o que teria gerado um prejuízo de aproximadamente R$ 1,2 bilhão aos cofres públicos.
Em 17 de maio de 2017, a área técnica do Tribunal de Contas da União (TCU) calculou em 711,3 milhões de reais o prejuízo que o BNDES teve com operações de compra de ações e debêntures (títulos de dívida) do grupo JBS. Os auditores chegaram a afirmar que houve "cessão graciosa de dinheiro público" para a empresa. O material foi um dos elementos que levaram à Operação Bullish. Os técnicos do TCU avaliam que o BNDES deixou de cobrar recursos a que tinha direito, não fiscalizou a aplicação do dinheiro aportado e nem levou em conta o alcance social do resultado das operações realizadas com o grupo.

### Compra de dólares
No dia 17 de maio de 2017, a JBS comprou grande quantidade de dólares no mercado, poucas horas antes da divulgação do escândalo que fez a moeda disparar e levou a B3 a encerrar na manhã de quinta feira as atividades, após queda de 10 por cento. A informação sobre a operação da empresa repercutiu de forma negativa no mercado financeiro, e na sociedade civil. Na operação, a JBS lucrou 170 milhões de dólares. A Comissão de Valores Mobiliários (CVM) investigará o caso. O lucro na operação foi mais que o suficiente para a JBS pagar a multa milionária para escapar das Operações Greenfield e Lava Jato, nas quais é investigada.

### Operação Tendão de Aquiles
Em 9 de junho de 2017, a Polícia Federal realizou uma operação em São Paulo na sede da empresa JBS de busca e apreensão de material. A nova operação, em conjunto com a Comissão de Valores Mobiliários (CVM), apurou se houve uso indevido de informações privilegiadas por parte da JBS e de sua controladora na compra e venda de dólares nos dias anteriores à delação premiada de Joesley e Wesley Batista. A operação também investigou a atuação da companhia no mercado de dólar futuro e negociações do acionista controlador FB Participações SA com ações da empresa. Foram cumpridos três mandados de busca e quatro mandados de condução coercitiva.

### Operação Lava Jato
A JBS e seus proprietários estão envolvidos no maior escândalo político do Brasil, envolvendo um Presidente da República em exercício, assim como um Senador da República. Apesar de não envolver valores tão vultosos quanto o maior escândalo de corrupção da história recente do país no Petrolão, os desvios realizados pelo Partido dos Trabalhadores e seus aliados na Petrobras e o escândalo da JBS são fatos comparáveis, uma vez que a delação premiada de Joesley Batista atingiu diretamente o Presidente Michel Temer, incluindo gravações de áudio e vídeo extremamente comprometedoras. Além do Presidente Temer, o Senador Aécio Neves, alvo da Operação Patmos, também foi citado e gravado pelo delator.
Devido à delação premiada, o Banco Central da Noruega retirou a JBS dos investimentos do fundo de pensão do país. O banco possuía US$ 143,4 milhões de dólares em ações. Em 2019, Edson Fachin pediu a quebra de imunidade criminal dos irmãos Batista, levando a uma queda de 7% no valor das ações da JBS. A perda foi de R$ 3 bilhões. O pedido foi feito por crimes cometidos após a delação premiada. Os irmãos deixaram de informar o Ministério Público Federal da conduta ilícita do ex-procurador Marcelo Miller, que foi acusado pela Polícia Federal de ter recebido R$ 1,8 milhão da J&F investimentos para fazer jogo duplo durante a negociação da delação. Joesley e Ricardo Saud demoraram quatro meses para indicar ao MPF o pagamento de R$ 500 mil para Ciro Nogueira em ocasião do impeachment de Dilma Roussef. Os irmãos também ganharam com a venda de ações da JBS em contrato com dólar com informação privilegiada. Outro fator para a queda da bolsa foi a intimação da PF contra Dilma Roussef, Renan Calheiros, Eduardo Braga e Vital do Rêgo sobre doações ilícitas da JBS de valor de R$ 40 milhões a políticos nas eleições presidenciais de 2014.

### Paraísos fiscais
O número preciso de subsidiárias estrangeiras da JBS é desconhecido. A empresa declarou ter 32 subsidiárias para a Comissão de Valores Imobiliários, mas declarou para o veículo ((o))eco que o número é maior que 100. Em documento para a Securities and Exchange Commission, a empresa declarou ter 253 subsidiárias controladas em 30 países. Das subsidiárias declaradas oficialmente, muitas possuem dados conflitantes ou ausentes.
Em 2016, a JBS tentou mudar sua sede para a Irlanda, com ações na Bolsa de Nova Iorque. A decisão baseada em um estudo da PwC. A mudança foi vetada pelo BNDES, que foi visto negativamente pelos acionistas estrangeiros. Wesley Batista acatou a decisão e prometeu buscar uma alternativa.
Em 2019, a JBS estudou transferir sua sede para Luxemburgo ou Holanda como parte de seu processo de abertura de capital. O plano se chamava Projeto Hidra e relocaria a JBS S/A, JBS Global e a Seara. Em 2020, documentos preparados pela Deloitte revelam um plano de mudança para os dois países chamado Crystal, e tinha como objetivo mitigar riscos fiscais e exposição. A JBS se manifestou dizendo que é uma multinacional e a abertura e fechamento de escritórios é rotineiro.
Em 2021, um levantamento feito pelo ((o))eco mostrou que a JBS, Marfrig e Minerva controlam pelo menos 14 empresas em paraísos fiscais, além de outras empresas que estão em países que não são paraísos fiscais mas oferecem facilidades, como a Áustria.

### CPI da JBS
Em 5 de setembro de 2017, o Congresso Nacional criou a CPI da JBS, uma Comissão Parlamentar de Inquérito Mista, que visa apurar as supostas irregularidades praticadas pelo grupo J&F, que controla a JBS, junto a empréstimos do Banco Nacional de Desenvolvimento Econômico e Social (BNDES), ocorridos entre os anos de 2007 a 2016, e o termo de colaboração do grupo com o Ministério Público Federal. A CPI foi alvo de críticas de parlamentares e da imprensa por ter sido usada nas palavras de João Gualberto e Otto Alencar para constranger o Ministério Público Federal, e alterar regras da delação premiada. O Senador Randolfe Rodrigues, crítico da CPI, entrou com mandado de segurança no Supremo Tribunal Federal pedindo a suspensão dos trabalhos. Segundo Randolfe, a CPI tem como objetivo o "emparedar" a independência do Poder Judiciário e do Ministério Público.

## Meio ambiente
Apesar de receber prêmios de sustentabilidade e ter anunciado que cortaria suas emissões de carbono até 2040, a JBS vem aumentando suas emissões e em 2022 sua pegada de carbono era maior que a da Itália. Muitas de suas políticas ambientais são consideradas uma forma de greenwashing.
Uma pesquisa realizada em 2021 pelo Institute of Agriculture and Trade Policy (IATP) e pela GRAIN constatou que a JBS é a maior emissora de gases de efeito estufa entre as empresas de carne e laticínio por uma quantia significativa, que está ligada ao crescimento econômico da empresa, que aumenta as emissões ligadas à produção da carne e causa desmatamento e a destruição de bacias hidrográficas, principalmente no Brasil. O Monitor de Responsabilidade Climática Corporativa feita pelo New Climate Institute e Carbon Market Watch em 2022 classifica os programas da JBS com transparência e integridade muito baixas.

### Bem-estar animal
Em 17 de julho de 2018, a ONG Mercy For Animals divulgou uma investigação na granja Tosh Farms, uma fornecedora da JBS dos EUA. As imagens mostraram terrível sofrimento animal, incluindo:  
- Funcionários dando chutes, socos e tapas no rosto dos animais.
- Porcas confinadas em celas minúsculas, tão pequenas que elas não podem sequer virar-se de lado ou deitar-se de forma confortável.
- Funcionários violentamente batendo a cabeça de porquinhos contra o chão para matá-los e porquinhos sofrendo sem cuidado veterinário apropriado.
- Funcionários arrancando testículos e cortando os dentes de porquinhos sem qualquer tipo de anestesia.

Após a divulgação das imagens, a JBS USA, braço americano da JBS, afirmou ter suspendido o contrato com a Tosh Farms sediada no Tennessee, Estados Unidos. A fornecedora abastecia a unidade da JBS USA em Kentucky.
No Brasil, a empresa se comprometeu a eliminar as celas de gestação de porcas em suas operações até 2025. Porém, o uso das mesmas ainda não foi proibido pela empresa em suas redes de fornecimento em outros países.
As celas de gestação são consideradas uma prática extremamente prejudicial aos animais, havendo normas banindo seu uso no Canadá, Nova Zelândia, Austrália, União Europeia e em dez estados americanos.

### Doenças
Frigoríficos são propensos ao surgimento de novas doenças, por conta da proximidade forçada entre humanos e animais. Outro fator é o desmatamento. De acordo com a USAID, 31% das doenças transmitidas de animais para humanos têm como causa a degradação de seus habitats naturais. No Brasil, só na Floresta Amazônica foram identificados 160 espécies de morcego contendo 3,204 tipos diferentes de coronavírus.

#### Casos de COVID-19
Durante a pandemia de COVID-19, por pressão do Ministério da Agricultura, os frigoríficos foram considerados como essenciais e não frearam suas operações. Em 2020, houve uma explosão de casos em frigoríficos por todo o país. A JBS apresentou casos de COVID-19 em frigorífico em Passo Fundo. Os casos deflagaram uma investigação pelo Ministério Público do Trabalho.
Nos Estados Unidos, a JBS junto com outras empresas como Tyson Foods, Cargill, Smithfield Foods e National Beef tiveram 59,000 casos e 269 mortes entre março de 2020 e fevereiro de 2021, o que levou o governo Donald Trump a acionar o Ato de Defesa da Produção (DPA), lei criada para garantir o abastecimento durante a guerra da Coreia, para que os frigoríficos continuassem funcionando.

### Desmatamento
De acordo com a JBS, a empresa já tem a política de desmatamento zero com os seus fornecedores diretos. Em 2020, a empresa anunciou o plano de desmatamento zero até 2025, onde será implementado um sistema para o monitoramento dos demais fornecedores. A JBS também criou um fundo de investimento (Fundo da Amazônia), que tem como objetivo chegar a R$ 1 bilhão captados. Porém, há pouco progresso sendo feito.
Em 2009, o Greenpeace lançou um relatório chamado "A Farra do Boi" tornando pública a ligação entre os frigoríficos como a JBS e o desmatamento ilegal. O relatório forçou os frigoríficos a assinarem em 2010 a TAC da Carne, acordo onde eles se comprometem a comprarem gado de áreas livres de desmatamento ilegal. Em 2017, o Greenpeace deixou de monitorar o cumprimento da JBS ao Compromisso Público da Pecuária na Amazônia até que a empresa prove estar cumprindo todos os critérios estabelecidos.
Em 2011, o Ministério Público enviou uma nota para a JBS por comprar gado de frigoríficos envolvidos em crimes ambientais na Terra Indígena Maraiwatsede, descumprindo o TAC da Carne.
A Repórter Brasil revelou que em 2013 a JBS adquiriu centenas de cabeças de gado de Cirineide Bianchi Castanha, mãe de Ezequiel Antônio Castanha, procurado pela Polícia Federal por ser o maior desmatador da Amazônia de todos os tempos. Além disso, ele é acusado de lavagem de bois, grilagem de terras e invasão de áreas públicas. Onério Castanha, seu pai, era um dos maiores laranjas do grupo e também é acusado de desmatamento e trabalho escravo. A JBS se manifestou dizendo que Onério já estava desconectado da empresa desde 2012 mas que também se desconectaria de Cirineide.
Em 2017, o De Olho nos Ruralistas, observatório do agronegócio no Brasil, publicou matéria revelando a compra de 449 cabeças de gado da fazenda de Eliseu Padilha, Ministro-Chefe da Casa Civil do governo Michel Temer por parte da JBS desde 2014. A Fazenda Cachoeira está embargada pelo desmatamento ilegal de 755 hectares e não possuía autorização da Secretaria de Estado de Meio Ambiente para exercer a pecuária. A fazenda estava dentro do Parque Estadual Serra Ricardo Franco, no Mato Grosso. Padilha controla mais quatro propriedades dentro do parque e moveu o gado para evitar os embargos. O governo Temer tentou protegê-lo, mas Padilha sofreu embargo de R$ 38,22 milhões em 2016. Boa parte do desmatamento aconteceu logo após a criação do parque, em 1994.
Em 2017, a Imazon e o Instituto Centro de Vida classificaram a JBS em primeiro lugar entre as empresas da indústria da carne envolvida com o desmatamento na Amazônia.
Em 2017, o Ibama realizou a Operação Carne Fria (não confundir com a Operação Carne Fraca), que investigou por dez meses 15 frigoríficos e 20 fazendas que vendiam carne de áreas embargadas. Dois frigoríficos ligados à JBS foram investigados. Foi constatado que em alguns casos as vendas de gado criado em campos desmatados era feito diretamente com as empresas. Em outros casos, eles lavavam as cabeças de gado para parecer que são de procedência legal, ou criavam o gado ao lado de áreas legais, que eram misturados na hora da venda. Outro problema é a vacinação do gado ilegal. As vacinas são georreferenciadas, o que faz que produtores ilegais as evitem para não se incriminarem. A empresa foi multada em R$ 24,7 milhões. A JBS nega ter comprado cabeças de gado dos frigoríficos em questão. A operação foi deflagrada sem o conhecimento do Ministério do Meio Ambiente e sofreu tentativa de abafo pelo governo Michel Temer. Como consequência, Luiz Paulo Printes, superintendente inteirino do Ibama, foi destituído. Em 2019, uma investigação conduzida pela Repórter Brasil, The Guardian e Bureau of Investigative Journalism constatou que a JBS continuou comprando gado criado em pasto desmatado. A JBS repudiou as afirmações, afirmando que possui um sistema de monitoramento robusto.
Em 2019, uma parceria entre a Stockholm Environment Institute e a Global Canopy constataram que a JBS é responsável pela destruição de 28 mil a 32 mil hectares de florestas por ano para a exportação de carne. Os dados não levam em conta o consumo interno do Brasil. A Mighty Earth publicou relatório no período entre março de 2019 e novembro de 2020, envolvendo dez empresas com o desmatamento na Amazônia e no Cerrado. As empresas são a JBS, Cargill, Bunge, Marfrig, COFCO IMTL, Minerva Foods, ADM, ALZ, Amaggi e LDC. A JBS ficou com a pior classificação no relatório. O levantamento foi feito com imagens de satélite do INPE e outras instituições.
Em 2020, a Nordea, o maior banco do norte da Europa, retirou o investimento de R$ 240 milhões da JBS pelo envolvimento da empresa com escândalos de corrupção, desmatamento, trabalho escravo e casos de Covid-19 nos frigoríficos.
Em 2020, um relatório da Anistia Internacional, apoiado por um estudo publicado na revista Science, acusa a JBS de violar as diretrizes da ONU de responsabilidade social corporativa e direitos humanos e o acordo da carne bovina da indústria da carne por vender gado que pastou ilegalmente em terras indígenas desmatadas. O relatório mostra que a falta de sistemas de fiscalização faz com que na prática os fornecedores indiretos, que corespondem mais da metade dos fornecedores, tenham liberdade para desmatar. A JBS respondeu que auditorias independentes feitas pela DNV-GL e BDO mostram 99,9% de conformidade com os termos gerais. A DNV-GL se pronunciou dizendo que a JBS abusou dos relatórios, já que os mesmos não podem provar que os produtos da empresa são livres de desmatamento.
Em 2021, uma auditoria realizada pelo Ministério Público Federal mostrou um crescimento da carne comercializada no Pará que continha irregularidades, sendo a principal que provinha de área desmatada. Em 2019, o valor era de 8,3%, e em 2021, saltou para 32%. A empresa contesta os dados. O calendário do INPE vai de 1 de agosto de um ano até 30 de agosto do ano seguinte, mas como o MPF iniciou as investigações em 1 de agosto, a empresa considerou apenas os dados do ano seguinte. Assim, tecnicamente a empresa passaria nos critérios do TAC da Carne, assinado por 49 frigoríficos paraenses. Mesmo assim, os valores representam uma tendência de alta. Por isso, a JBS firmou o compromisso de melhorar as auditorias e destinou R$ 5 milhões ao governo do Pará. Em novembro, o governo Bolsonaro mostrou a JBS na COP-26 como um caso de sucesso na descarbonização do setor de proteína animal, indo contra o relatório feito pelo MPF. O Grupo de Trabalho da Pecuária Sustentável, ONG que a JBS e outras empresas como o Santander e Marfrig, se manifestou dizendo que a empresa está alinhada com as melhores práticas da ciência.
Em 2021, a Repórter Brasil juntamente com a Mighty Earth publicaram uma investigação que relaciona as grandes varejistas dos Estados Unidos, Reino Unido e União Europeia com o desmatamento na Amazônia. Os bois que pastavam em locais desmatados eram comercializados após certa idade em fazendas por fornecedores indiretos, que posteriormente são vendidos para os frigoríficos. Dois varejistas revendedores que se destacam são  o Lidl e o METRO, por vender carne "in natura." A JBS respondeu que adotou a estratégia Plataforma Pecuária Transparente para lutar contra o problema. A Lidl e Metro se pronunciaram dizendo que 90% da carne revendida é regional e que se preocupam com o desmatamento. Uma reportagem investigativa do ((o))eco traz que fundos de pensão holandeses e japoneses estão investindo em empresas da indústria da carne envolvidas com desmatamento. Os dados são provenientes da análise feita pela ONG Forests and Finance, e envolve as empresas ABP, PFZW e GPIF.
Por causa da reportagem, em 2021, a  Lidl Netherlands, Ahold Delhaize, Carrefour Belgium, Auchan, Sainsbury's e Princes Group imporam sanções na JBS. A Lidl anunciou que não revenderia carne da América do Sul como um todo, e a Albert Heijn (marca da Ahold Delhaize) anunciou que não revenderia carne vinda do Brasil. Os mercados europeus já haviam anunciado o boicote em março por causa do Projeto de Lei 510/21, considerado por eles uma ameaça à Amazônia. Em 2022, a Aldi anunciou que não revenderia carne brasileira. Apesar disso, outras instituições como o banco UBS continuam com os investimentos.

### Envolvimento com Chaules Volban Pozzebon
Pozzebon foi lider de uma organização criminosa voltada para a extração ilegal de madeira e extorsão, apontado como o dono de 120 madeireiras em toda região Norte do país, razão pela qual ficou conhecido como o 'maior desmatador do Brasil'. Foi preso durante a Operação Deforest, conduzida pela Polícia Federal, que levou a sua condenação a 99 anos de prisão.

### Emissão de carbono
A JBS possui um programa de emissão zero até 2040 (Net Zero). A empresa também integrou dois projetos internacionais para a inserção de ervas como capim-limão e tanino na dieta dos bovinos para a diminuição da emissão de metano. A prática é baseada em estudo encomendado pelo Burger King, cujos dados e aplicação têm sido questionados por pesquisadores.
Em 2022, um relatório feito pela New Climate Institute e Carbon Market Watch mostrou que multinacionais como a JBS, Vale, Sony, Google e Nestlé faltam com transparência e integridade em seus programas de carbono zero. Essas empresas juntas representam 5% das emissões globais de gases estufa, e suas medidas representam no máximo uma diminuição de 20% de sua pegada de carbono. Em resposta, a JBS diz que o relatório induz ao erro, e que o programa Net Zero foi aceito pela Science-Based Targets Initiative (SBTi) em 2021. A SBTi também se pronunciou dizendo que vai revisar sua metodologia para se adequar aos novos padrões.